# Памятник Юрию Гагарину (Сочи)
Па́мятник Ю́рию Алексе́евичу Гага́рину — мраморный бюст первого в мире человека, полетевшего в космос, Ю. А. Гагарина, который после своего полёта проводил отдых и поправлял здоровье в Сочи.

## Расположение
Находится напротив Гагаринского сквера на улице Гагарина в Центральном районе города Сочи, Краснодарский край, Россия.

## История создания
Памятник установлен 12 апреля 1975 по проекту скульптора Н. С. Баганова напротив кинотеатра и арт-центра «Родина». В 198?-2007 и с 200? памятник находится на противоположной стороне улицы, рядом с гималайским кедром, собственноручно посаженным космонавтом 15 мая 1961.